# Vuelo 21 de la Fuerza Aérea Estadounidense
El 3 de abril de 1996, un Boeing CT-43, indicativo IFO-21 (por "Implementation Force"), de la Fuerza Aérea de los Estados Unidos que realizaba una misión oficial se estrelló en la aproximación a Dubrovnik, Croacia. El avión, un Boeing 737-253 construido como un entrenador T-43 de navegación, llevaba varios políticos, diplomáticos y empresarios de alto perfil, incluyendo al secretario de Comercio de los Estados Unidos, Ron Brown, y 34 personas, entre ellas Nathaniel C. Nash, jefe de la oficina del The New York Times en Fráncfort del Meno. 
Al intentar una aproximación por instrumentos al Aeropuerto de Dubrovnik, el avión se estrelló contra una montaña matando a todos a bordo. La Sargento Técnica Kelly Shelly inicialmente sobrevivió al impacto, pero murió por sus heridas horas más tarde en una ambulancia. El avión era operado por el ala del transporte aéreo 86, con sede en la Base Aérea de Ramstein, en Alemania. A diferencia de los 737 civiles, los CT-43 militares no fueron equipados con las cajas negras.

## Tripulación
La tripulación estaba compuesta por el piloto Capitán Ashley "AJ" Davis, de 35 años, empleado de la Fuerza Aérea de los EE. UU. desde 1989, que había calificado para volar el Boeing CT-43 en 1992 y acumuló 2.942 horas de vuelo en su carrera con 582 horas en el Boeing CT. -43; y el copiloto Capitán Timothy Shafer, de 33 años, empleado de la Fuerza Aérea de EE. UU. desde 1988, con 2.835 horas de vuelo de las cuales 1.676 horas fueron en el Boeing CT-43.

## Detalles del vuelo

Mapa de los últimos kilómetros del vuelo. A es el primer radiofaro NDB. B es el segundo radiofaro NDB. C es el aeropuerto de Dubrovnik. La línea roja es la trayectoria aproximada del avión. La línea verde es la trayectoria aproximada hacia el aeropuerto.

La aeronave era un Boeing 737 de 22 años transformado en un Boeing CT-43, especialmente adecuado para ofrecer a sus pasajeros mayores comodidades y permitirles continuar con su trabajo a pesar de estar dentro del avión. Se encontraba en una misión oficial, llevando a varias personas de alto perfil entre sus pasajeros. El objetivo principal del viaje era intentar ayudar a la reconstrucción de la economía de Croacia, que había quedado seriamente afectada tras la Guerra de Croacia, la cual había terminado solo 4 meses antes. El vuelo estaba retrasado y en medio de pésimas condiciones climáticas, siendo estas tan malas que los vuelos comerciales ya habían sido cancelados. Para empeorar el problema la tripulación no estaba familiarizada con el aeropuerto. Sin embargo, el avión continuó su vuelo hacia Dubrovnik.
Durante el vuelo, el avión fue desviado por un E-3 Sentry que vigilaba el espacio aéreo para alejarlo de un área considerada como peligrosa debido a la guerra, pudiendo haber causado que la tripulación apresurara el aterrizaje. Luego del desvío de cerca de 15 minutos, el avión inició su aproximación final hacia el aeropuerto. Sin embargo, también debido a los estragos de la guerra, el aeropuerto había perdido su sistema ILS, que sirve para guiar a una aeronave por sus instrumentos hasta el aeropuerto, además de gran parte de sus luces; por lo que en medio de la niebla y las nubes, los pilotos tuvieron que guiarse por un antiguo sistema de radiofaros NDB. Existían dos radiofaros, el primero ayudaba a ubicar a la aeronave para su aproximación, pero si la tripulación escuchaba el segundo antes de ver el aeropuerto significaba que debían abortar el aterrizaje. El problema para la tripulación era que el avión solo estaba equipado con un receptor por lo que la tripulación tenía que alternar manualmente entre las dos frecuencias, añadiendo más tareas a un ya difícil aterrizaje.
El problema inicia cerca de 20 km antes del aeropuerto, sobre el primer radiofaro. El avión empieza a desviarse de su ruta en un ángulo de cercano a los 9 grados, saliendo del mar Adriático e internándose en un área montañosa. Una posible explicación sería que la tripulación del avión, desconfiando del sistema de radiofaros NDB, cambió en este último tramo a su sistema INS, el cual está integrado en el avión y se encarga de registrar sus movimientos desde una ubicación conocida para así calcular su posición actual. Pero si este sistema fue mal configurado, estaba descalibrado o tuvo un error en sus cálculos, pudo haber causado que el avión se desviase. 
Finalmente el avión se estrelló contra una colina, a aproximadamente 1.6 millas (2.6 km) fuera de su rumbo.

## Causas
Debido al tipo de pasajeros que llevaba el avión, en un primer momento se especuló sobre la posibilidad de que el avión hubiera sido derribado, sin embargo, poco tiempo después esa teoría fue rechazada.
En su informe, la Fuerza Aérea de los Estados Unidos concluyó que existieron varias causas para el suceso, siendo las más relevantes las siguientes:
- Fallo del comando, al entregar información inadecuada a la tripulación. Esta información no había sido autorizada por el Departamento de Defensa de los Estados Unidos y no cumplía con las requerimientos mínimos exigidos para la aviación en los Estados Unidos, especialmente sobre la altitud mínima que podía alcanzar la aeronave antes de abortar el aterrizaje.
- Errores por parte de la tripulación en la planificación antes del vuelo, y errores realizados por esta durante el vuelo, incluyendo exceso de velocidad durante la aproximación final e intentar aterrizar sin el adecuado permiso por parte de la torre de control.
- Mal diseño del sistema de guía instrumental del aeropuerto.

A pesar de las malas condiciones climáticas al momento del accidente, estas no fueron consideradas como una causa importante.

## Después del accidente
El área del lugar del accidente está identificada por una gran cruz de acero inoxidable en el pico Stražišće. Los excursionistas pueden llegar a la cima a través del "Ronald Brown Path", que lleva el nombre en conmemoración del Secretario de Comercio de los Estados Unidos que murió en el accidente.
Se ha instalado una sala conmemorativa en la casa conmemorativa de Ronald Brown en la ciudad vieja de Dubrovnik. Cuenta con retratos de las víctimas del accidente, así como un libro de visitas.
El jefe de navegación del aeropuerto de Čilipi, Niko Jerkuić, fue encontrado muerto tres días después del accidente con una herida de bala en el pecho. La investigación policial concluyó que el caso fue un suicidio .

## Consecuencias

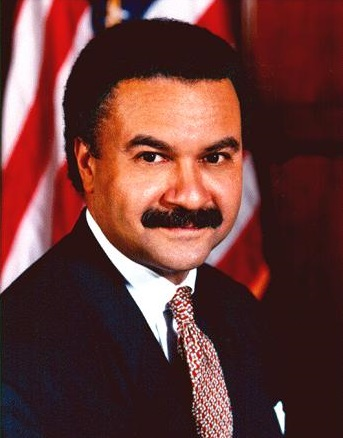
Ronald "Ron" Brown.

Tras el accidente, se implementaron una serie de medidas, las principales fueron:
- La obligación de llevar cajas negras, a pesar de ser un avión militar.
- La prohibición de aterrizar en un aeropuerto sin antes haber sido aprobada toda su documentación por parte del Departamento de Defensa.

Además de eso, varios miembros de la Fuerza Aérea de los Estados Unidos fueron sancionados por sus implicaciones en el accidente, especialmente los miembros del ala de transporte aéreo 86.

## Filmografía
Este accidente fue presentado en el programa de televisión canadiense Mayday: catástrofes aéreas, titulado "Neblina de guerra", transmitido en National Geographic Channel.

## Galería

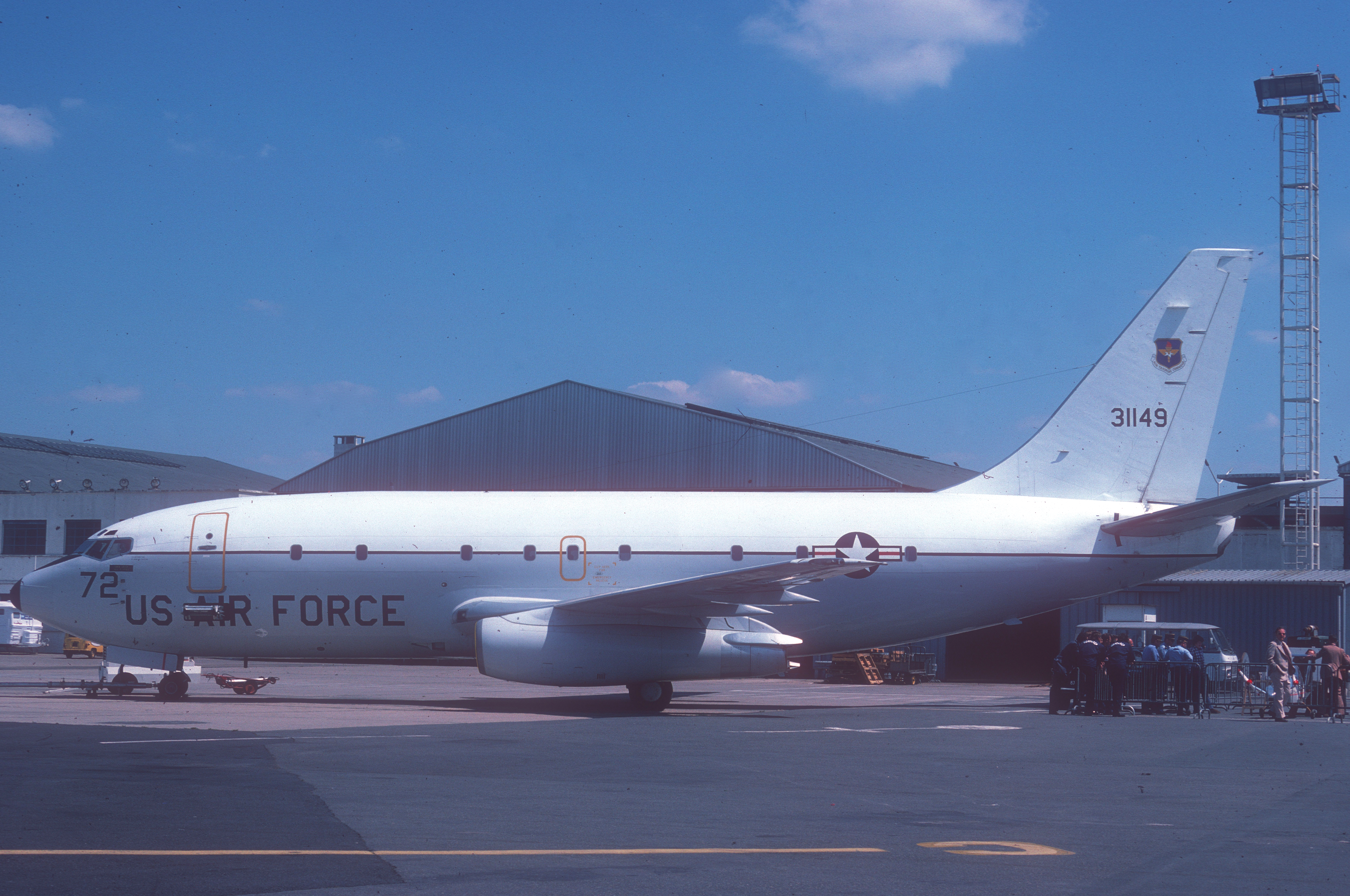
El avión involucrado en el accidente, fotografiado en junio de 1977.
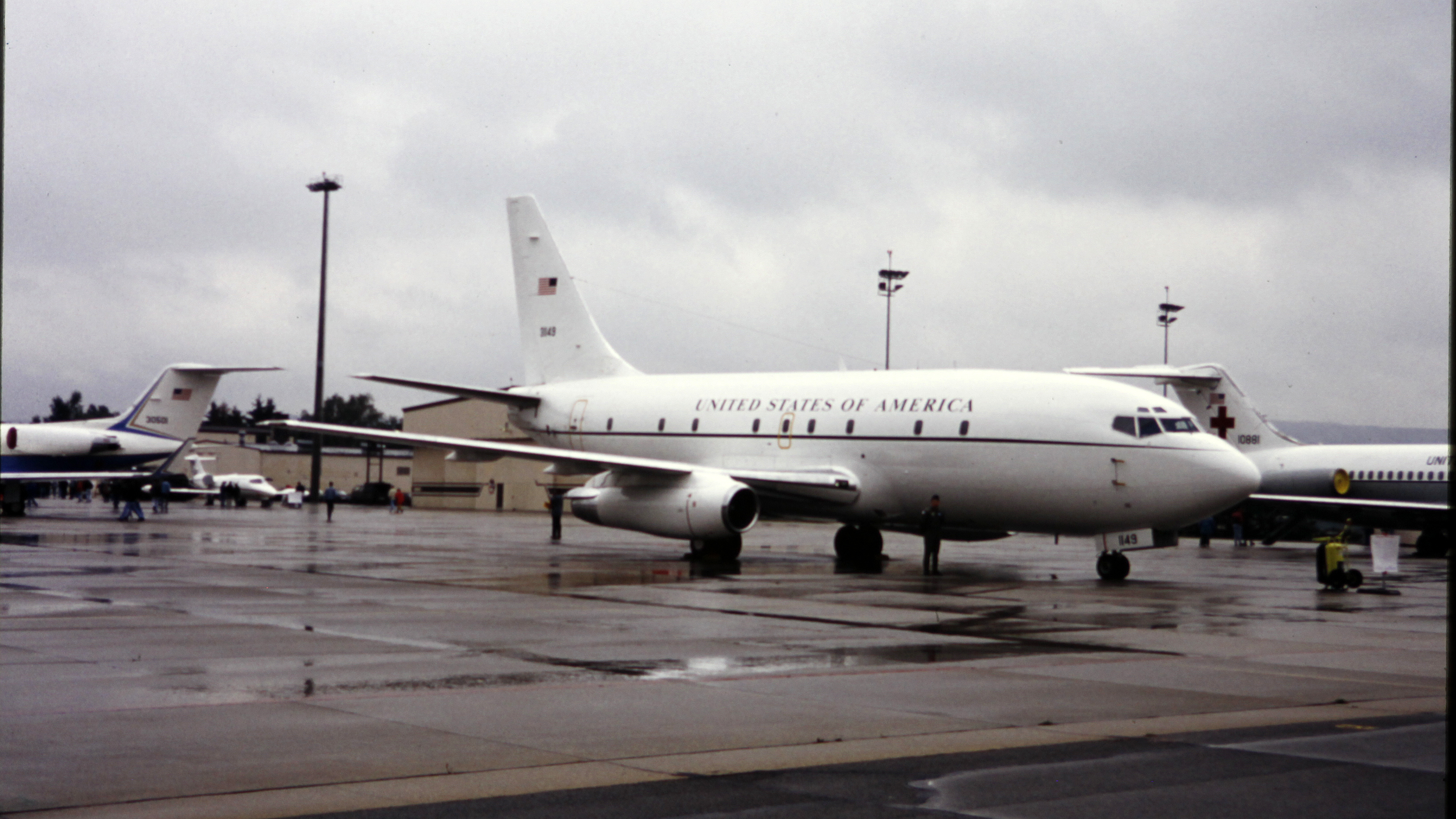
El avión involucrado en el accidente, fotografiado en 1993.
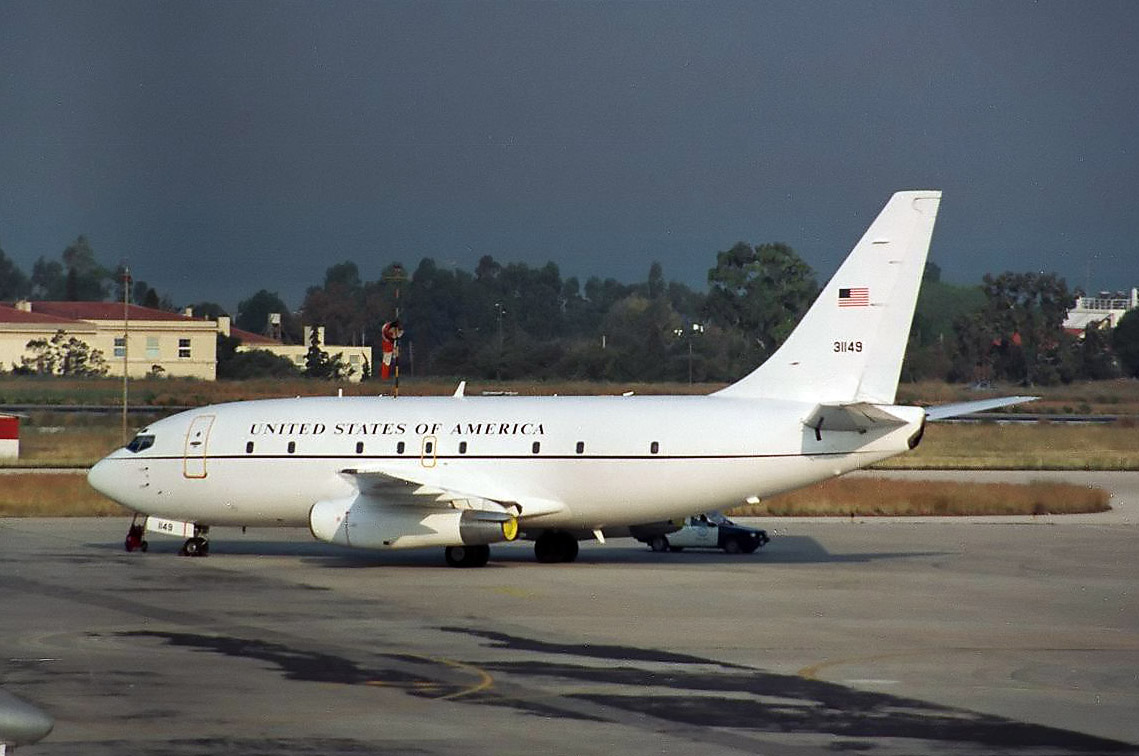
El avión involucrado en el accidente, fotografiado en junio de 1993.
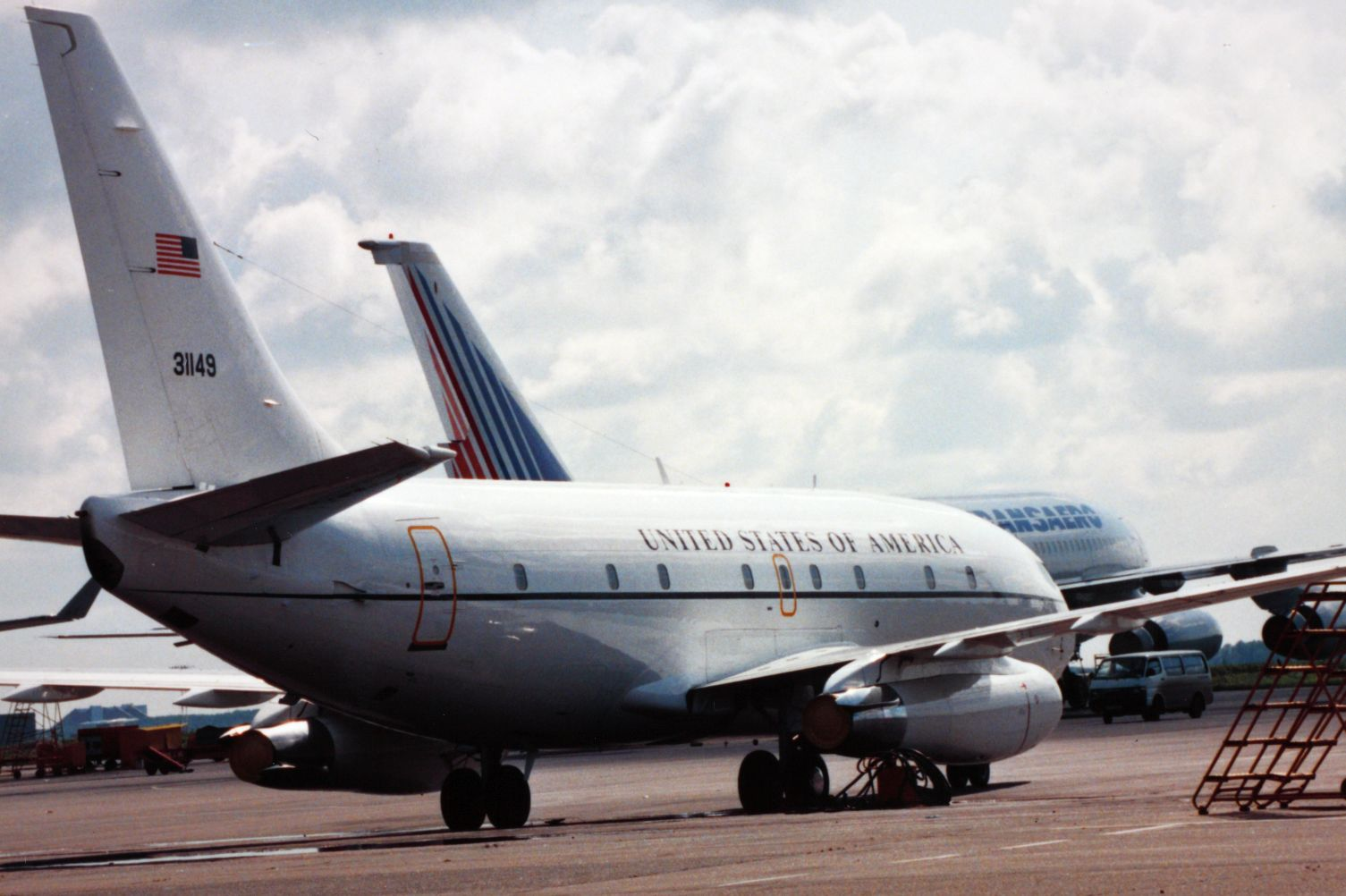
El avión involucrado en el accidente.